# Aryeh Deri
Aryeh Deri (en hebreo: אריה דרעי) (Mequinez, Marruecos, 17 de febrero de 1959) es un político israelí, es el líder del partido político Shas (Asociación Internacional de los Sefardíes Observantes de la Torá). Aryeh es un miembro fundador del partido. Deri fue un diputado de la Knéset, el parlamento israelí, desde el año 1992 hasta el año 1999. En el año 2000 Aryeh fue encarcelado por cometer delitos financieros. Aryeh regresó al parlamento en el año 2013. En el cuarto gobierno de Benjamín Netanyahu, Deri fue el ministro para el desarrollo del Néguev y la región de Galilea.